# Lúka
Pour les articles homonymes, voir Luka.
Lúka (hongrois : Vágluka) est un village de Slovaquie situé dans la région de Trenčín.

## Histoire
La première mention écrite du village date de 1426.

## Démographie

### Évolution de la population
| Année:               | 1994. | 2004.   | 2014.    | 2024.    |
| -------------------- | ----- | ------- | -------- | -------- |
| Nombre de personnes: | 553   | 577     | 657      | 734      |
| Différence:          |       | +4,33 % | +13,86 % | +11,71 % |

| Année:               | 2023. | 2024.   |
| -------------------- | ----- | ------- |
| Nombre de personnes: | 723   | 734     |
| Différence:          |       | +1,52 % |